# 双录乡
双录乡，是中华人民共和国黑龙江省绥化市海伦市下辖的一个乡。

## 行政区划
双录乡下辖以下地区：
双建村、双录村、双生村、双龙村、双荣村、双山村、双进村、双丰村和双安村。